# Skelly-Belvieu NGL (трубопровід для ЗВГ)
Skelly-Belvieu NGL (трубопровід для ЗВГ) – трубопровід, призначений для транспортування зріджених вуглеводневих газів до ЗВГ-хабу в Монт-Белв’ю.
Трубопровід здійснює транспортування як нефракціонованої суміші ЗВГ («Y-grade»), так і розділених продуктів: пропану, бутану, ізобутану і етан-пропанової суміші. Також по ньому може перекачуватись пропілен, отриманий під час роботи нафтопереробних заводів (refinery-grade propylene). Довжина трубопроводу, виконаного в діаметрі 200 мм, становить 571 миля.
На початку 2010-х років у зв’язку зі «сланцевою революцією» в Техасі значно збільшився попит на транспортні маршрути, якими було можливо доправляти ЗВГ до Монт-Белв’ю. Як наслідок, реалізували проект збільшення добової пропускної здатності Skelly-Belvieu NGL з 27 до 45 тисяч барелів.
Трубопровід має сполучення з системою Конвей-Соуз.